# Февзі Чакмак-хастане (станція метро)
40°53′20″ пн. ш. 29°15′45″ сх. д. / 40.888788377921° пн. ш. 29.262470428732° сх. д.
Февзі Чакмак-хастане (тур. Fevzi Çakmak-Hastane) — проміжна станція лінії М4 Стамбульського метро.
Розташована в мікрорайоні Февзі Чакмак району Пендік, Стамбул, Туреччина.   
Відкрита 2 жовтня 2022 року у черзі Тавшантепе — Аеропорт Стамбул-Сабіха Гьокчен.

Найменована на честь Мустафи Февзі Чакмака — маршала та прем'єр-міністра Туреччини.
Конструкція — пілонна станція з укороченим центральним залом (глибина закладення — 60 м).
Пересадки:
- Автобуси: 16KH, 132P, 132V, 132Y, KM29

| Попередня станція      | Лінія | Лінія                           | Лінія | Наступна станція                                |
| ---------------------- | ----- | ------------------------------- | ----- | ----------------------------------------------- |
| Тавшантепе до Кадикьой |       | M4 (Стамбульський метрополітен) |       | Яялар-Шейхлі до Аеропорт Стамбул-Сабіха Гьокчен |